# Hipposideros jonesi
Hipposideros jonesi (Hayman, 1947) è un pipistrello della famiglia degli Ipposideridi diffuso nell'Africa occidentale.

## Descrizione

### Dimensioni
Pipistrello di medie dimensioni, con la lunghezza totale tra 65 e 80 mm, la lunghezza dell'avambraccio tra 44 e 50 mm, la lunghezza della coda tra 17 e 27 mm, la lunghezza del piede tra 6 e 9 mm, la lunghezza delle orecchie tra 21 e 28 mm e un peso fino a 8 g.

### Aspetto
La pelliccia è lunga, fine, densa e setosa. Le parti dorsali sono bruno-grigiastre o marroni con la base dei peli grigio scura, mentre le parti ventrali sono grigie con le punte dei peli biancastre. È presente una fase interamente arancione. Le orecchie sono relativamente corte, larghe, triangolari, con l'estremità appuntita e 11 pieghe nella superficie interna del padiglione auricolare. La foglia nasale presenta una porzione anteriore larga, ricoperta di peli, che copre interamente il muso e con due fogliette supplementari su ogni lato, un setto nasale grande, ovale e che copre interamente le narici, una porzione posteriore allungata, con tre setti, il cui centrale è poco pronunciato, che la dividono in quattro celle e il margine superiore fortemente curvato e triangolare. Le membrane alari sono grigio scure. La coda è lunga e si estende leggermente oltre l'ampio uropatagio. Il primo premolare superiore è piccolo e situato leggermente fuori la linea alveolare. 

### Ecolocazione
Emette ultrasuoni ad alto ciclo di lavoro sotto forma di impulsi a frequenza costante di 48 kHz.

## Biologia

### Comportamento
Si rifugia in colonie di 200-300 individui all'interno di grotte, miniere abbandonate, bunker e cavità tra le rocce. 

### Alimentazione
Si nutre di insetti.

### Riproduzione
Una femmina che allattava è stata catturata in Ghana ai primi di agosto.

## Distribuzione e habitat
Questa specie è diffusa nell'Africa occidentale dalla Guinea, Liberia, Sierra Leone, Mali meridionale, Costa d'Avorio settentrionale, Ghana e Burkina Faso fino alla Nigeria centrale.
Vive nelle foreste pluviali di pianura, foreste montane, foreste secche e savane fino a 1.350 metri di altitudine.

## Conservazione
La IUCN Red List, considerato l'areale limitato e il declino nella qualità dei propri rifugi, classifica H.jonesi come specie prossima alla minaccia di estinzione (Near Threatened).